# Bahiahelea brasiliensis
Bahiahelea brasiliensis är en tvåvingeart som beskrevs av Wirth 1991. Bahiahelea brasiliensis ingår i släktet Bahiahelea och familjen svidknott. Inga underarter finns listade i Catalogue of Life.